# Свети Атанасий (Рилево)
Вижте пояснителната страница за други значения на Свети Атанасий.
„Свети Атанасий“ (на македонска литературна норма: „Свети Атанасиј“) е късносредновековна православна църква в прилепското село Рилево, Северна Македония. Църквата е под управлението на Преспанско-Пелагонийската епархия на Македонската православна църква.
Според ктиторския надпис в прозореца на южната певница, църквата е изградена от майстор Иван от Кичево. Изписана е в 1626/1627 година от зографа Йон от грамоското влашко село Линотопи. Стенописите в Рилево са с по-ниско качество. Фигурите са с равни тела, без снага и без хармонични пропорции.